# Diocèse de Novgorod
Le diocèse de Novgorod (en russe : Новгородская епархия) est un des plus anciens diocèses de Russie.

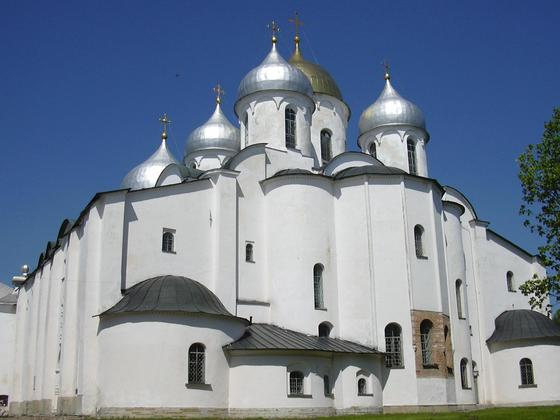
Cathédrale Sainte Sophie, Novgorod.

Le premier évêque de Novgorod est Joachim de Chersonèse.

## Note
Dans les Églises orthodoxes et catholiques orientales, on utilise plutôt le mot éparchie pour désigner un territoire sous l'autorité d'un évêque.